# Daniel Kunce
Daniel Kunce (* 17. Juli 1971 in Šumperk, Tschechoslowakei) ist ein ehemaliger deutsch-tschechischer Eishockeyspieler, der in der Deutschen Eishockey Liga für die Krefeld Pinguine, Nürnberg Ice Tigers sowie die Frankfurt Lions aktiv war und für die deutsche Nationalmannschaft spielte. Sein Sohn Daniel ist ebenfalls Eishockeyspieler.

## Karriere
Kunce ist tschechischer Abstammung und kam im Jahr 1990 zum ESV Kaufbeuren in die damalige 2. Bundesliga. 1991 stieg er mit der Mannschaft in die Eishockey-Bundesliga auf und blieb dort bis 1993. Die Spielzeit 1993/94 begann er beim EC Hedos München und kehrte im Saisonverlauf nach Kaufbeuren zurück, wo er bis 1997 spielte. Von 1997 bis 2001 spielte er bei den Nürnberg Ice Tigers, mit denen er in der Saison 1998/99 Vizemeister wurde. Es folgten sieben Jahre bei den Krefeld Pinguinen, wobei er die Spielzeit 2002/03 als Deutscher Meister beenden konnte.
Ab der Saison 2008/09 stand der Verteidiger im Kader des EV Duisburg, wurde aber im Dezember 2008 von den Frankfurt Lions bis zum Saisonende ausgeliehen. Nach dem Ende der Ausleihe verpflichteten ihn die Lions für die gesamte Saison 2009/10. Als den Lions dann die Lizenz entzogen wurde, beendete er seine Karriere in der DEL. Zwischen 2010 und 2012 absolvierte er noch 18 Spiele für unterklassige Teams in Tschechien und Deutschland, darunter für die Löwen Frankfurt.
Insgesamt absolvierte Daniel Kunce im Nationalteam sechs Weltmeisterschaften und zwei olympische Eishockeyturniere.
Bei einem Autounfall 2017 in der Nähe von Olmütz verstarb seine damalige Freundin.

## Erfolge und Auszeichnungen
- 2000 Teilnahme am DEL All-Star Game
- 2002 Teilnahme am DEL All-Star Game

## Karrierestatistik
(Legende zur Spielerstatistik: Sp oder GP = absolvierte Spiele; T oder G = erzielte Tore; V oder A = erzielte Assists; Pkt oder Pts = erzielte Scorerpunkte; SM oder PIM = erhaltene Strafminuten; +/− = Plus/Minus-Bilanz; PP = erzielte Überzahltore; SH = erzielte Unterzahltore; GW = erzielte Siegtore; 1 Play-downs/Relegation; Kursiv: Statistik nicht vollständig)

### International
Vertrat Deutschland bei:
| - World Cup of Hockey 1996 - Olympiaqualifikation 1997 - Weltmeisterschaft 1997 - Olympischen Winterspielen 1998 - B-Weltmeisterschaft 1999 | - Olympiaqualifikation 2000 und 2001 - B-Weltmeisterschaft 2000 - Olympischen Winterspielen 2002 - Weltmeisterschaft 2003 - Weltmeisterschaft 2004 |